# John Hopfield
John Joseph Hopfield (* 15. července 1933 Chicago) je americký vědec, který se nejvíce proslavil vynálezem autoasociativní neuronové sítě v roce 1982. Ta je dnes známá spíše jako Hopfieldova síť. V roce 2001 mu byla udělena Diracova medaile ICTP za interdisciplinární přínos k pochopení biologie jako fyzikálního procesu, včetně procesu korektury v biomolekulární syntéze a popisu kolektivní dynamiky a počítání s atraktory v neuronových sítích. V roce 1973 byl Hopfield zvolen členem Národní akademie věd, v roce 1975 členem Americké akademie umění a věd a v roce 1988 členem Americké filozofické společnosti. V roce 1985 obdržel Hopfield cenu Golden Plate Award of the American Academy of Achievement. V roce 2005 obdržel světovou cenu Alberta Einsteina za vědu a v roce 2006 byl prezidentem Americké fyzikální společnosti. Hopfield byl vybrán pro udělení prestižní Boltzmannovy medaile za rok 2022. Ta se uděluje každé tři roky vědci s výjimečným přínosem v oblasti statistické fyziky. Hopfield se o cenu dělí s Deepakem Dharem. V roce 2024 mu byla udělena Nobelova cena za fyziku "za zásadní objevy a vynálezy, které umožňují strojové učení za pomocí umělých neuronových sítí".